# ...e Napoli canta!
Pour plus de détails, voir Fiche technique et Distribution.
...e Napoli canta! est un melodramma strappalacrime italien réalisé par Armando Grottini et sorti en 1953.

## Synopsis
1935 : Un riche noble, pour ne pas compromettre le mariage de sa fille avec un noble anglais, lui vole sa fille nouveau-née (issue d'une liaison clandestine) et la confie aux religieuses avec une médaille de la Madone autour du cou.
1953 : Giorgio, avec quelques amis, répète un spectacle de chansons napolitaines financé par un artiste âgé. S'étant brouillé avec sa logeuse, Giorgio loue une chambre chez une femme qui vit avec sa jolie fille Maria. L'amour se développe rapidement entre Giorgio et Maria. Alors que, grâce à un imprésario clairvoyant, les choses s'améliorent, la mère de Maria est convoquée par les religieuses : la femme a enfin appris la vérité sur sa fille, qui lui a été enlevée 18 ans plus tôt et confiée aux religieuses : elle réclame maintenant sa propre fille, à savoir Maria. La jeune fille s'installe chez sa mère biologique et, fréquentant les fêtes et les nobles, se fiance à un jeune rejeton mais n'oublie jamais son Giorgio avec lequel elle entretient une liaison secrète. Pendant ce temps, le spectacle de ce dernier est un grand succès, mais c'est Giorgio lui-même qui perd tout enthousiasme : Maria se marie, mais juste devant l'autel, sous les yeux de ses deux mères, elle trouve le courage de dire non, pour retrouver Giorgio.

## Fiche technique
- Titre original italien : ...e Napoli canta![1]
- Réalisateur : Armando Grottini
- Scénario : Armando Grottini, Antonio Ferrigno, Rodolfo Morelli
- Photographie : Sergio Pesce (it)
- Montage : Jolanda Benvenuti (it)
- Musique : Giuseppe Cioffi (it)
- Décors : Alfredo Montori (it)
- Maquillage : Giuseppe Annunziata (it)
- Production : Antonio Ferrigno
- Société de production : Aurora Film
- Pays de production :  Italie
- Langue originale : italien
- Format : Noir et blanc - 1,37:1 - Son mono - 35 mm
- Durée : 90 minutes
- Genre : Melodramma strappalacrime
- Dates de sortie :
  - Italie : 28 décembre 1953

## Distribution
- Giacomo Rondinella : Giorgio Sabelli
- Virna Lisi : Maria
- Pina Piovani : la mère adoptive de Maria
- Germana Paolieri : Comtesse Mariani, mère biologique de Maria
- Carlo Giuffré :
- Tecla Scarano :
- Tina Pica :
- Beniamino Maggio :
- Mario Abbate :
- Guglielmo Inglese :
- Franca Gandolfi :
- Vittorio André :
- Carla Boni : elle-même

## Production
Les intérieurs sont tournés dans les studios romains de Cinecittà tandis que les extérieurs sont filmés à Naples.